# Kayes
Kayes er en by i det vestlige Mali, med et indbyggertal på cirka 100.000. Byen ligger ca. 510 kilometer vest for hovedstaden Bamako og tæt ved grænsen til Senegal.
- Wikimedia Commons har flere filer relateret til Kayes